# 坂村哲也
坂村 哲也（さかむら てつや、1979年12月19日 - ）は、日本の政治家。栃木県下野市長（1期）、元下野市議会議員（2期）。

## 来歴
栃木県下野市出身。聖学院大学卒業後、イギリスへの留学を経て聖学院大の事務職員として17年間勤務する。父・和夫はテーラーの2代目店主として勤める傍ら、下野市議も務めた人物であったが、2013年に急逝。哲也は2018年の下野市議選で父の遺志を継ぐとして立候補し、初当選した。また、2019年には父の死後閉業していたテーラー坂村を復活させた。2022年4月の市議選ではトップ当選した。
2022年5月31日、同年7月に予定される下野市長選挙に、広瀬寿雄市政の継承を掲げて立候補すると表明。6月1日付で市議を辞職した（これに伴い次点候補が繰り上げ当選した）。7月10日に市長選の投開票が行われ、自民党と公明党の推薦を受けた坂村が対立候補をダブルスコアで破り、初当選した。

## 人物
- 影響を受けた政治家はジョン・F・ケネディ元アメリカ合衆国大統領[8]。

- 趣味は海外旅行と読書[2]。三島由紀夫とコナン・ドイルのシャーロック・ホームズシリーズを愛読する[8]。